# Balafon chromatique
Le balafon chromatique est une variante moderne du balafon traditionnel, originaire d'Afrique de l'Ouest. Contrairement au balafon diatonique classique, qui est accordé à une échelle pentatonique. Le balafon chromatique est conçu pour permettre la reproduction de toutes les notes de la gamme chromatique occidentale, offrant ainsi une plus grande flexibilité musicale,.

## Histoire
L'évolution du balafon traditionnel vers le balafon chromatique est souvent attribuée à des musiciens et innovateurs comme Ba Banga Nyeck, un balafoniste renommé qui a contribué à populariser l'instrument dans le monde entier.
Le premier modèle de balafon chromatique a été développé par Wêrê Wêrê Liking du Village Ki-Yi, soutenu par Ray Lema, directeur musical du Village les années 1997. Etant chef d'orchestre et pianiste du Village à cette époque, Ba Banga Nyeck est chargé d'expérimenter cet instrument, qui s'est rapidement avéré limité par rapport aux ambitions de l'artiste. C'est pourquoi, en 2001, il a conçu un balafon chromatique de 3 octaves, allant de fa 2 à fa 5, ce qui lui a valu la reconnaissance en tant qu'inventeur par l'Organisation Africaine de la Propriété Intellectuelle. Depuis 1997, il s'est engagé à promouvoir ce clavier africain afin de lui donner une utilisation et une reconnaissance universelles.
Aujourd'hui, le balafon chromatique est le type de balafon le plus utilisé dans le monde. Nyeck a expérimenté avec la conception et l'accordage du balafon pour créer un instrument capable de jouer une gamme plus large de notes, ce qui lui a permis d'explorer de nouveaux genres musicaux et de collaborer avec des musiciens de divers horizons ,.
En novembre 2023, Ba Banga Nyeck publie le livre Balafon chromatique ou le manifeste du balafoniste universel. Dans ce livre, l'auteur présente le balafon chromatique comme une percussion qui permet de réunir tous les balafonistes du monde autour d’un seul et même instrument,. La médiathèque de cet ouvrage ayant eu lieu lors à l'Institut français à Yaoundé le 12 avril 2023 dans le cadre du festival de balafon, Nja'Nja M'ndzang.

## Caractéristiques
Conçu de manière à transmettre un message en une langue universelle, le balafon chromatique comme la plupart des balafon, est équipé de lames de bois dures ajustables permettant aux musiciens de modifier l'accordage des notes selon les besoins. Les lames sont disposées de manière à refléter la disposition des touches d'un piano, facilitant ainsi la transition pour les musiciens familiers avec cet instrument,,. Les balafons chromatiques peuvent varier en taille et en nombre de notes, certains modèles étant équipés de jusqu'à quatre octaves de lames.

## Utilisation dans la musique contemporaine
Le balafon chromatique a trouvé sa place dans une variété de genres musicaux, notamment le jazz, la musique du monde et la musique contemporaine. Sa capacité à jouer une gamme chromatique complète en fait un instrument polyvalent pour l'exploration musicale et la composition. Des artistes tels que Ba Banga Nyeck ont démontré le potentiel expressif du balafon chromatique à travers leurs enregistrements et leurs performances en direct, attirant l'attention sur cet instrument auprès d'un public plus large.
Le balafon chromatique a élargi les possibilités sonores des instruments traditionnels et contribué à l'intégration de la musique africaine dans des contextes musicaux contemporains.

## Réception
Le balafon chromatique a été salué pour sa contribution à l'évolution de la musique africaine et pour son rôle dans l'expansion des possibilités sonores des instruments traditionnels. Les musiciens et les chercheurs ont souligné l'importance du balafon chromatique dans la préservation et la promotion de la culture musicale africaine, tout en permettant son intégration dans des contextes musicaux contemporains et internationaux.